# 強相関電子系
強相関電子系（きょうそうかんでんしけい、英: strongly correlated electron system）とは固体物理学の用語で、物質の中でも電子どうしの間に働く有効なクーロン相互作用が強いものをこのように呼び表す。

## 概説
単純な金属（銅、アルミニウム等）では電子の電荷は原子核の持つ電荷によってよく遮蔽されており、電子は金属中であたかも孤立した自由な粒子として振る舞う（一体近似が有効である）ことが知られている。このような状態を「電子相関が無視できる」状態と呼ぶ（直感的には、一つの電子の周りから他の電子が逃げることで、残った原子核の正電荷により遮蔽が起こると理解すればよく、結局電子の密度と動きやすさが遮蔽の有効性をきめる重要な要因となる）。それに対し、遷移金属や希土類を含む系では、電子の運動が特定の軌道に制限される等により局在性が強まり、遮蔽が不完全になることで電子どうしのクーロン相互作用が無視できなくなっている。また、電子ガスモデルでよく記述されるような系においても、電子密度が低く遮蔽が不完全な領域（電子密度を担うパラメータrsの値が大きい領域）では同様の状況になる。このような系では、いわゆるバンド理論（一体近似を前提とするバンド計算により電子状態を予測する理論）などは正しい結果を与えなくなる。

### 強相関電子系の例
ウィグナー結晶が出来るような低密度系（rsは100程度以上）や、2次元電子系（→量子ホール効果）。また、遷移金属酸化物は電子相関の強いものが多い。遷移金属酸化物で価電子数が奇数となる場合、バンド理論からは金属になることが予想され、バンド計算の結果も金属を示唆する。しかし実際は絶縁体となる系（モット絶縁体）が存在する。その他にも、4f、5f電子を価電子に持つランタノイド、アクチノイドの化合物の中に見られる重い電子系や、銅酸化物を中心とした高温超伝導物質も強相関電子系である。
2018年、マサチューセッツ工科大学のPablo Jarillo-Herreroらは、約1.1ºねじれて重なった二層グラフェン（twisted bilayer graphene）が強い電子相関を示し、モット絶縁体になることや超伝導性を示すことを報告した。

## 関連文献
- 伊達宗行（監修）：「大学院物性物理2：強相関電子系」、講談社サイエンティフィク、ISBN 4-06-153223-5 (1997年3月20日)。

## 関連記事
- 物性物理学
- バンド理論
- モット転移
- 高温超伝導体
- 重い電子系
- ハバードモデル